# La Valse d'Augustine
Clip vidéo
[vidéo] « La valse d'Augustine - Vladimir Cosma - Orchestre Philharmonique de Paris », sur YouTube
[vidéo] « Le château de ma mère (bande annonce) », sur YouTube
La Valse d'Augustine est une valse lente pour orchestre symphonique, du compositeur-violoniste-chef d'orchestre Vladimir Cosma, dédiée à Augustine Pagnol (mère de Marcel Pagnol). Il l'enregistre avec l'Orchestre philharmonique de Paris pour le thème de la musique de la bande originale du film Le Château de ma mère, d'Yves Robert en 1990, d'après le roman autobiographique Le Château de ma mère, de Marcel Pagnol de 1957,.

## Histoire

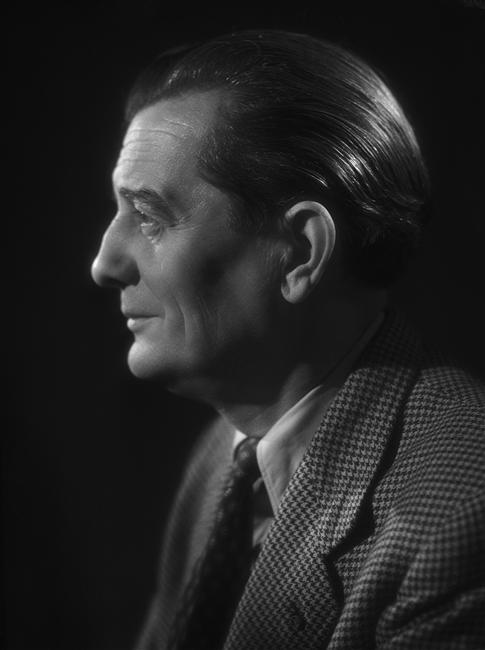
Marcel Pagnol, en 1948

Le célèbre compositeur violoniste et chef d'orchestre de musique de film Vladimir Cosma, compose l'ensemble des titres de la bande originale des deux films La Gloire de mon père et Le Château de ma mère de 1990, adaptés des deux célèbres romans autobiographiques des souvenirs d'enfance marseillais de Marcel Pagnol. Vladimir Cosma compose alors cette valse lente pour orchestre symphonique, dédiée à Augustine Pagnol (variante de son précédent titre La Gloire de mon père) à la fois nostalgique, festive, et joyeuse, avec des airs de violons, de valse musette, d'orgue de Barbarie, et de Valse n°2 de Dmitri Chostakovitch,.
Fort de cet important succès pagnolesque, il compose son opéra Marius et Fanny, inspiré de la trilogie marseillaise de Marcel Pagnol, qu'il créé avec succès à l'opéra municipal de Marseille en 2007.

## Cinéma
- 1990 : Le Château de ma mère, d'Yves Robert, avec Nathalie Roussel dans le rôle d'Augustine Pagnol[3].

## Récompenses
- 1991 : nomination au César de la meilleure musique originale, pour Vladimir Cosma.

## Variantes
- 2001 : L'auteur-compositeur-interprète Yann Tiersen compose La Valse d'Amélie, valse musette féérique variante de ce titre, pour la musique du film Le Fabuleux Destin d'Amélie Poulain, de Jean-Pierre Jeunet en 2001, lauréate du César de la meilleure musique originale 2002[11].